# Elecciones estatales de Penang de 2004
Las elecciones estatales de Penang de 2004 tuvieron lugar el 21 de marzo del mencionado año con el objetivo de renovar los 40 escaños de la Asamblea Legislativa Estatal, que a su vez investiría a un Ministro Principal para el período 2004-2009, a no ser que se llamara a elecciones anticipadas durante este período. Al igual que todas las elecciones estatales de Penang, se realizaron al mismo tiempo que las elecciones federales para el Dewan Rakyat de Malasia a nivel nacional.
Con la oposición dividida entre el Barisan Alternatif (Frente Alternativo), y el Partido de Acción Democrática (DAP), el oficialista Barisan Nasional (Frente Nacional) obtuvo una aplastante victoria con el 63.45% de los votos y 38 de los 40 escaños. El DAP, presidido a nivel estatal por Chow Kon Yeow, obtuvo solo un escaños y el 20.29% del voto popular, y el Frente Alternativo el escaño restante con el 16.11%. Fue la última elección en la que el Partido de la Justicia Popular (PKR), no obtuvo representación estatal en Penang. También marcaron la última victoria electoral del Barisan Nasional en dicho estado.
Koh Tsu Koon logró defender con éxito su escaño y fue juramentado para el que sería su cuarto y último mandato como Ministro Principal de Penang.

## Resultados
|  | 22.44 % |

|  | 35.00 % |

|  | 21.84 % |

|  | 32.50 % |

|  | 16.81 % |

|  | 22.50 % |

|  | 2.36 % |

|  | 5.00 % |

|  | 63.45 % |

|  | 95.00 % |

|  | 20.29 % |

|  | 2.50 % |

|  | 10.30 % |

|  | 0.00 % |

|  | 5.81 % |

|  | 2.50 % |

|  | 16.11 % |

|  | 2.50 % |

|  | 0.15 % |

|  | 0.00 % |

|  | 97.93 % |

|  | 1.89 % |

|  | 0.18 % |

|  | 100.00 % |

|  | 75.52 % |